# Comuna Largu, Buzău
Largu este o comună în județul Buzău, Muntenia, România, formată din satele Largu (reședința) și Scărlătești.

## Așezare

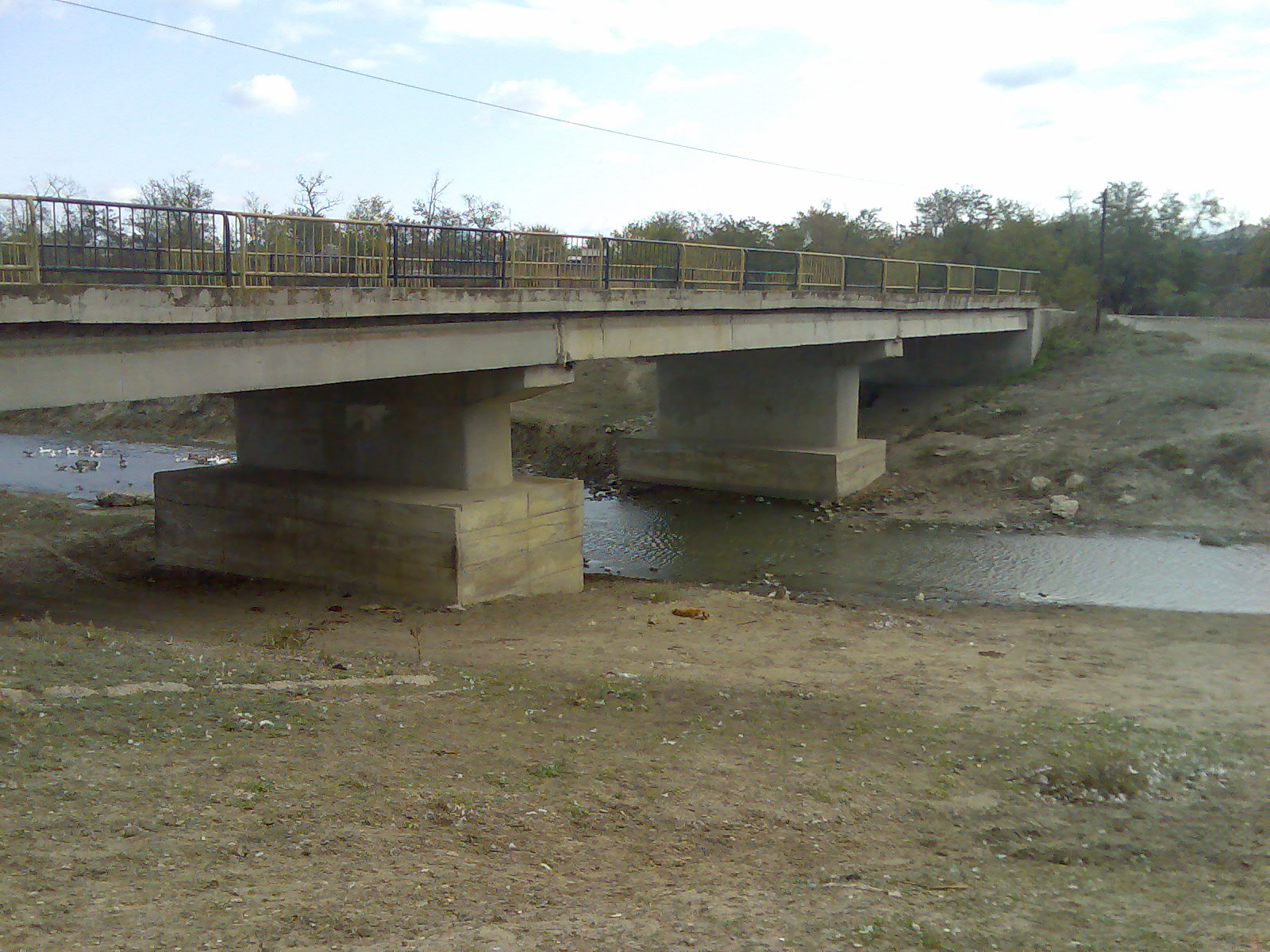
Râul Călmățui lângă Largu

Comuna se află în sud-estul județului, în Câmpia Română, pe malul drept al Călmățuiului. Prin comună trece șoseaua județeană DJ214A, care o leagă spre est de Rușețu și spre vest de Luciu. De asemenea, prin comuna Largu trece și calea ferată București-Urziceni-Făurei, pe care comuna este deservită de halta Sătucani.

## Demografie
Componența etnică a comunei Largu
     Români (90,44%)
     Alte etnii (0,16%)
     Necunoscută (9,4%)
Componența confesională a comunei Largu
     Ortodocși (90,44%)
     Alte religii (0,08%)
     Necunoscută (9,48%)
Conform recensământului efectuat în 2021, populația comunei Largu se ridică la 1.245 de locuitori, în scădere față de recensământul anterior din 2011, când fuseseră înregistrați 1.526 de locuitori. Majoritatea locuitorilor sunt români (90,44%), iar pentru 9,4% nu se cunoaște apartenența etnică. Din punct de vedere confesional, majoritatea locuitorilor sunt ortodocși (90,44%), iar pentru 9,48% nu se cunoaște apartenența confesională.

## Politică și administrație
Comuna Largu este administrată de un primar și un consiliu local compus din 9 consilieri. Primarul, Florin-Claudiu Pasăre[*], de la Partidul Social Democrat, este în funcție din 1 noiembrie 2024. Începând cu alegerile locale din 2024, consiliul local are următoarea componență pe partide politice:
|  | Partid                    | Consilieri | Componența Consiliului | Componența Consiliului | Componența Consiliului | Componența Consiliului | Componența Consiliului | Componența Consiliului | Componența Consiliului |
|  | ------------------------- | ---------- | ---------------------- | ---------------------- | ---------------------- | ---------------------- | ---------------------- | ---------------------- | ---------------------- |
|  | Partidul Social Democrat  | 7          |                        |                        |                        |                        |                        |                        |                        |
|  | Partidul Național Liberal | 2          |                        |                        |                        |                        |                        |                        |                        |

## Istorie
La sfârșitul secolului al XIX-lea, comuna Largu făcea parte din plasa Câmpul a județului Buzău și era formată din cătunele Largu, Sătuceni și Scărlătești, totalizând 810 locuitori ce trăiau în 162 de case. În comună funcționau 2 stâne, o cășerie, o școală cu 27 de elevi și o biserică. În 1925, sunt atestate în comună satele Largu și Scărlătești, cu 1470 de locuitori.
În 1950, comuna a fost inclusă în raionul Pogoanele din regiunea Buzău și apoi (după 1952) în raionul Buzău din regiunea Ploiești. În 1968, a redevenit parte din județul Buzău, reînființat.

## Monumente istorice
Trei obiective din comuna Largu sunt incluse pe lista monumentelor istorice din județul Buzău ca monumente de interes local. Două dintre ele sunt situri arheologice și unul este monument de arhitectură. Lângă Largu, primul sit arheologic este pe movila „La Popină III”, unde s-au descoperit o așezare neolitică aparținând culturii Boian (mileniile al VI-lea–al V-lea î.e.n.), o așezare eneolitică din cultura Gumelnița (mileniul al IV-lea î.e.n.), o așezare din epoca migrațiilor (secolele al III-lea–al IV-lea e.n.) și o necropolă aparținând culturii Cerneahov din perioada migrațiilor (secolul al IV-lea). Al doilea sit arheologic aflat tot în zona satului Largu, în punctul „Cornu Malului”, este o necropolă sarmatică din secolele al III-lea–al IV-lea e.n.
Monumentul de arhitectură este biserica Sfântul Ilie din satul Largu, biserică ce datează de la 1817.